# Connomyia dravidicus
Connomyia dravidicus là một loài ruồi trong họ Asilidae. Connomyia dravidicus được Joseph & Parui miêu tả năm 1990. Loài này phân bố ở miền Ấn Độ - Mã Lai.